# Opel 12 PS
Der Opel 12 PS war ein PKW der Mittelklasse, den die Adam Opel KG nur im Jahre 1903 baute.

## Geschichte und Technik
Den 12 PS baute Opel, wie den ein Jahr zuvor vorgestellten 9 PS, nach dem System des französischen Herstellers Darracq. In seinen Abmessungen und seinen Motordaten entsprach er dem ebenfalls 1902 erschienenen Modell 10/12 PS, war aber deutlich leichter, schneller und teurer als dieser.
Der Motor war ein Zweizylinder-Reihenmotor mit 1885 cm³ Hubraum (Bohrung × Hub = 100 mm × 120 mm), der 12 PS (8,8 kW) bei 1200/min. leistete. Der seitengesteuerte Motor mit T-Kopf war wassergekühlt. Die Motorleistung wurde über eine Lederkonuskupplung, ein manuelles Dreiganggetriebe mit Lenksäulenschaltung und eine Kardanwelle an die Hinterachse weitergeleitet. Die Höchstgeschwindigkeit der Wagen lag bei 55 km/h.
Der Rahmen bestand aus Stahlblech-U-Profilen und war mit Holz armiert. Die beiden Starrachsen waren an halbelliptischen Längsblattfedern aufgehängt. Die Betriebsbremse wirkte auf die Getriebeausgangswelle. Die Handbremse war als Bandbremse ausgeführt, die auf die Hinterräder wirkte.
Es gab drei Karosserievarianten, einen zweisitzigen Phaeton, einen viersitzigen Tonneau und ein zweisitziges Coupé. Die billigste Variante (Phaeton) kostete 7200 RM.
Bereits Ende 1903 wurde der Bau des 12 PS eingestellt. Nachfolger war das schwächer motorisierte Modell 9/10 PS.